# Aérodrome de Niort - Marais Poitevin
L’aérodrome de Niort - Marais Poitevin ou aérodrome de Niort - Souché avant 2012 (code IATA : NIT • code OACI : LFBN) est un aérodrome civil, ouvert à la circulation aérienne publique (CAP), situé à 4 km à l’est-sud-est de Niort dans les Deux-Sèvres (région Nouvelle-Aquitaine, France).
Il est utilisé pour l’aviation d'affaires, le fret et le transport sanitaire et pour la pratique d’activités de loisirs et de tourisme (aviation légère, parachutisme et aéromodélisme).

## Histoire
L'aventure commence le 27 mars 1910 comme simple champ d'aviation ouvert sur un terrain militaire du régiment des Hussards mais sa véritable activité commence que vingt ans plus tard avec la création de l'aéro-club des Deux Sèvres.
Pendant l'occupation allemande, l'aérodrome connaît des passages d'avions mais n'est pas une base au sens militaire du terme. A la libération, le projet de l'armée d'installer une base pour les planeurs se traduit par la construction de plusieurs baraquements. Le projet est resté sans suite mais les baraquements sont restés. Ils étaient toujours là en 2010.
En 1946, l'aérodrome connaît un développement commercial avec la création de la STARO (Société de Transports Aériens de la Région Ouest), première compagnie aérienne niortaise dont le siège se trouvait au 222 Avenue de Paris à Niort. Elle assurait un service entre Niort et Paris.
Un phare est installé pour les vols de nuit dans la même année.
En 1948, La STARO commercialisait les lignes Nantes/Niort/Limoges/Marseille, Nantes/Niort/Poitiers/Montluçon /Vichy/Lyon, Niort/La Rochelle.
Les rotations s'intensifient, notamment avec l'Afrique du Nord et logiquement la dimension commerciale est confirmée quand, en 1952, la Chambre de Commerce et d'Industrie de Niort devient gestionnaire de l'aérodrome de Niort - Souché.
En 1954, le simple "champ" voit la mise en place de deux pistes en herbe  qui feront en août 1965, 1 350 mètres de longueur et 30 mètres de large.
Malgré une décision prise le 29 avril 1968, il faudra attendre 1974 pour que soit construite la piste revêtue, allongée ensuite en 1981.
À partir du 17 août 1989 et jusqu'à 2002, une compagnie aérienne locale, "Air Delta 79" s'était installé sur l'aéroport avec un Cessna 550 Citation II immatriculé F-BTEL. La compagnie effectuait des vols à la demande de passagers. Elle faisait partie du portefeuille des sociétés de la Mutuelle Assurance des Instituteurs de France (MAIF) et de la filiale FILIA-MAIF, basées à Niort,.
L'aérodrome connaît le 4 septembre 1983 lors d'un meeting aérien son plus grave accident avec la collision en vol de deux appareils Alpha Jet de la Patrouille de France qui se percutent en se croisant. Les 2 avions décrochent, l’un des pilotes, le capitaine Patrick Badin réussit à s’éjecter en parachute, le second, le Lieutenant Jean-Marie Vuillamy se tue.
À la suite de cet événement, décision sera prise dans plusieurs pays d'interdire deux représentations dans la même journée par une patrouille.
Néanmoins, la Patrouille de France reviendra plusieurs fois à Niort par la suite.
D'ailleurs, depuis cet accident de 1983 et jusqu'au 29 juillet 2018, les accidents aériens ont fait 10 morts lors de 8 accidents en Deux-Sèvres.
Début juillet 1990, une corolle internationale de 81 sauteuses s'envoie en l'air ; c'est carrément le nouveau record mondial de saut en parachute féminin.
le 1er janvier 2007, l’Etat, la CCI de Niort, le Conseil général et la Communauté d’agglomération se désengageaient de la gestion de l’aéroport au profit de la ville de Niort et la tour de contrôle fermait (l'Etat s'est désengagé de la gestion de plus d’une centaine de plates-formes aéronautiques de tout importance, à travers le territoire).
Niort fait partie de ces collectivités locales qui sans l’avoir demandé se sont retrouvées du jour au lendemain propriétaires d’un aérodrome.
Quelque temps après, l’équipe municipale a finalement décidé de faire de son aérodrome « un outil au service du développement du territoire ». Elle le rebaptisera "Aérodrome de Niort - Marais Poitevin".
Cinq ans plus tard, le nombre de mouvements annuels a doublé passant de 17 000 à 35 000 et la plateforme, jusque-là déficitaire, commence à être rentable.
L’objectif n’est pas d’accueillir des vols réguliers, qui sont présents sur les aérodromes voisins de Poitiers et La Rochelle, mais de compléter l’offre de service proposée aux compagnies d’aviation d’affaires, à l’aviation de plaisance, au transport d’organes ou encore aux vols d’entrainement.
Un service d'information de vol AFIS (Airport Flight Information Service) est assuré par deux agents de la ville de Niort depuis la réouverture de la tour de contrôle en octobre 2012, en langue française et anglaise, de jour comme de nuit. Ce service AFIS permet d'obtenir des informations sur la sécurité et la bonne conduite des vols, des instructions aux aéronefs circulant sur les aires de mouvements ou des renseignements sur la météo ce qui rend l'aéroport opérationnel toute l'année, tous les jours, 24 heures sur 24 possible par la mise en place d'un service d'astreinte pour pouvoir répondre à une demande d'atterrissage ou de décollage dans les 15 minutes.
En 2019, l'aéroport a accueilli 4 fois plus de vols sanitaires (transferts d'organes et de rapatriements d'urgence) grâce à de nouvelles installations. L'aéroport dispose désormais entre autres d'une piste balisée, d'un service de sauvetage et de lutte contre les incendies (avec l'arrivée de deux nouveaux pompiers qui fait passer l’aérodrome au niveau 2 sécurité, équipés d’un véhicule d’intervention équipé de 250 kg de poudre, d’azote et de tout l’outillage nécessaire à l’extraction des passagers d’un avion accidenté) et de nouveaux instruments d'approche maîtrisés depuis la tour de contrôle.
De nombreuses personnalités s’y sont posées comme Jacques Brel en mars 1966 (pour l'Olympia de Niort), Rika Zaraï (car son avion était en panne), le Président de la République François Mitterrand en 1992 (venu voir les grands travaux du Marais - Poitevin), le Dalaï Lama en 2004, Ségolène Royal le 22 avril 2007 (second tour de l'élection Présidentielle contre Nicolas Sarkozy) ou le Prince Albert II de Monaco venu visiter La Chapelle-Bâton, la célèbre cave de Michel - Jack Chasseuil.

## Installations

### Piste(s)
L’aérodrome dispose de trois pistes orientées est-ouest (07/25) :
- une piste bitumée longue de 1 783 mètres et large de 30. Elle est dotée d’un balisage diurne et nocturne (feux basse intensité) ;
- une piste en herbe longue de 680 mètres et large de 80 ;
- une piste en herbe longue de 435 mètres et large de 30, réservée aux ULM.

### Prestations
L’aérodrome n’est pas contrôlé mais dispose d’un service d’information de vol (AFIS). Les communications s’effectuent sur la fréquence de 119.105. Il est agréé pour le vol à vue (VFR) de nuit. Et depuis de 18 septembre 2014 il est agréé pour le vol aux instruments (IFR).
S’y ajoutent :
- une aire de stationnement de 10 000 m2 ;
- une aérogare de 150 m2 ;
- des hangars ;
- une station d’avitaillement en carburant (100LL et Jet A1)[16].

## Activités

### Transport aérien
L'aéroport ne propose pas de ligne commerciale.
Par le passé, la compagnie STARO proposait des lignes commerciales vers Paris, Lyon ou Marseille en Douglas DC-3 avec des escales dans des villes de provinces comme Poitiers, Montluçon ou Vichy puis Air Anjou Transports proposait la ligne Niort-Angers-Paris en Beechcraft 99 de 15 places (1978 et 1979).
Une étude a été réalisée par la Chambre de Commerce dans les années 1980 en ayant sollicité la compagnie Air Atlantique, basée sur l'aéroport de La Rochelle, pour effectuer une liaison vers Nantes en Piper PA-31 Navajo de 08 places.
L'aéroport accueille les avions qui transportent l'équipe de football Chamois niortais (CNFC) qui évolue en Ligue 2 lors des matchs en extérieur, ou ceux des équipes professionnelles venant jouer à Niort.

### Loisirs et tourisme
- Aéro-club des Deux-Sèvres
- Planeur club de Niort
- Association de sauvegarde du patrimoine aéronautique niortais (ASPAN)
- Ailes anciennes niortaise (AAN)
- Association niortaise des sports aériens
- Club ULM Niort
- École Niort parachutisme
- Aéro model club niortais

### Statistiques
| Mouvements                 | 2001   | 2002   | 2003   | 2004   | 2005   | 2006   | 2007  | 2008 | 2009   | 2010   | 2011   | 2018   |
| -------------------------- | ------ | ------ | ------ | ------ | ------ | ------ | ----- | ---- | ------ | ------ | ------ | ------ |
| Mouvements commerciaux     | 180    | 149    | 121    | 115    | 80     | 84     | 0     | 0    | 25     | 43     | 0      | 184    |
| Mouvements non commerciaux | 15 424 | 14 062 | 16 344 | 13 921 | 13 699 | 16 565 | 9 805 | 0    | 10 009 | 24 778 | 33 616 | 19 840 |
| - Locaux                   | 13 440 | 12 085 | 14 278 | 11 482 | 11 644 | 14 462 | 9 435 | 0    | 10 009 | 24 778 | 33 616 | 15 708 |
| - Voyages                  | 1 984  | 1 977  | 2 066  | 2 439  | 2 055  | 2 103  | 370   | 0    | 0      | 0      | 0      | 4 132  |
| Total                      | 15 604 | 14 211 | 16 465 | 14 036 | 13 779 | 16 649 | 9 805 | 0    | 10 034 | 24 821 | 33 616 | 20 024 |